# Mátka
A Mátka újabb keletű női név a hasonló szóból.

## Gyakorisága
Az 1990-es években szórványos név, a 2000-es években nem szerepel a 100 leggyakoribb női név között.

## Névnapok
- március 25.[2]
- november 10.[2]